# عدسة لالونية

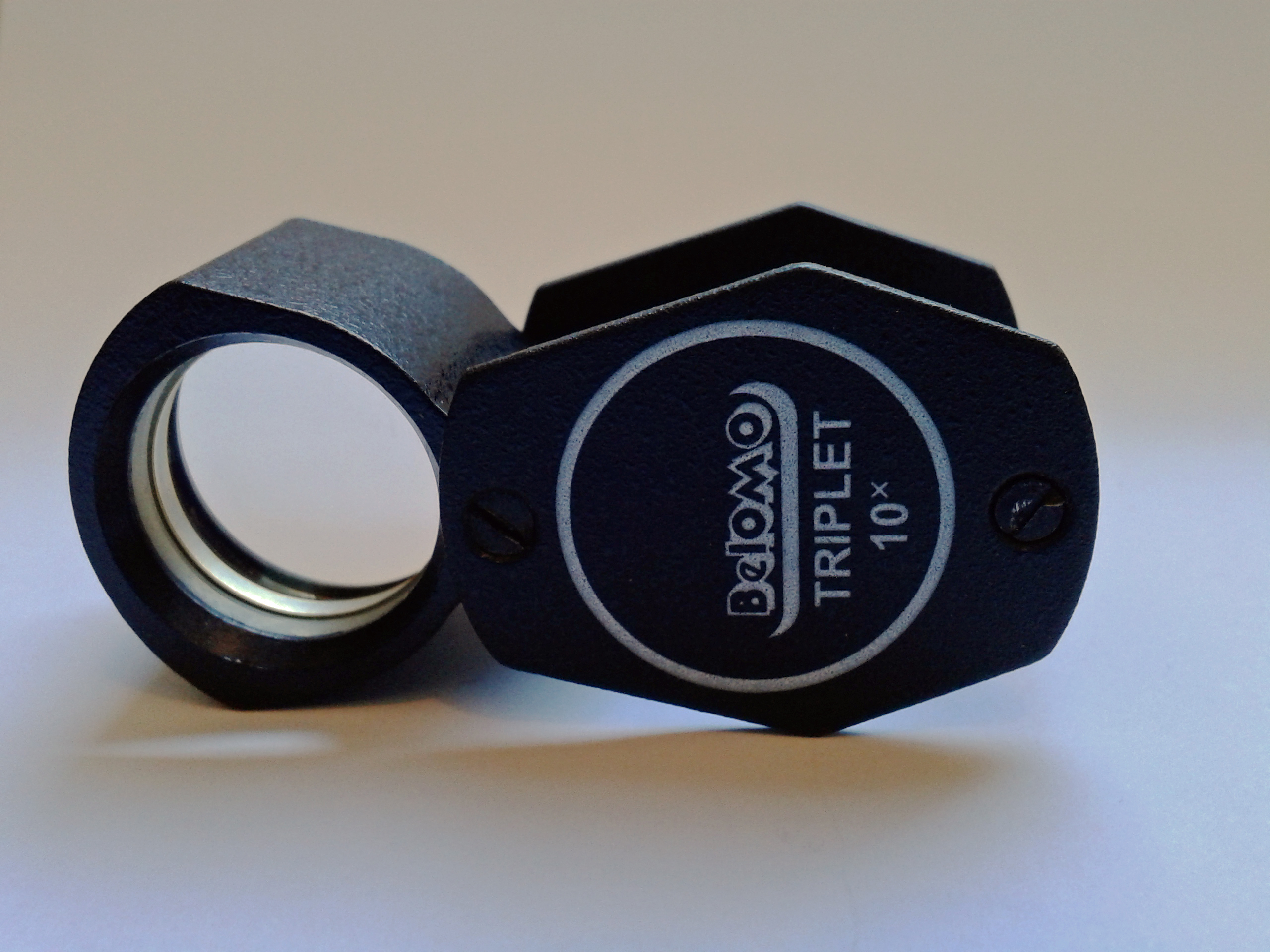
عدسة BelOMO LP-3-10× ثلاثية اللونية (للمجوهرات).

العدسة اللالونية أو الأكروماتية هي عدسة تُصمم للحد من آثار الزيغ اللوني والكروي.  تُصحح العدسات اللالونية لوضع طولين موجيين (عادة ما يكون الأحمر والأزرق) في البؤرة على نفس المستوى.
ابتكرها عالم البصريات الألماني جوزيف فون فراونهوفر.